# 75-та піхотна дивізія (Третій Рейх)
75-та піхотна дивізія (Третій Рейх) (нім. 75. Infanterie-Division) — піхотна дивізія Вермахту за часів Другої світової війни.

## Історія
75-та піхотна дивізія сформована 26 серпня 1939 в II-му військовому окрузі (нім. Wehrkreis II) під час 2-ї хвилі мобілізації Вермахту.

## Райони бойових дій
- Німеччина (Західний Вал) (серпень 1939 — травень 1940);
- Франція (травень — липень 1940);
- Генеральна губернія (липень 1940 — червень 1941);
- СРСР (центральний напрямок) (червень 1941 — серпень 1944);
- Карпати, Бескиди (серпень 1944 — січень 1945);
- Чехословаччина (січень — травень 1945).

## Командування

### Командири
- генерал-лейтенант Ернст Гаммер (нім. Ernst Hammer) (26 серпня 1939 — 5 вересня 1942);
- генерал-лейтенант Еріх Дістель (нім. Erich Diestel) (5 — 12 вересня 1942);
- генерал-лейтенант Гельмут Бойкеманн (нім. Helmuth Beukemann) (15 вересня 1942 — 9 липня 1944);
- генерал-майор Карл Арнінг (нім. Karl Arning) (10 липня 1944 — 5 квітня 1945);
- генерал-майор Лотар Бергер (нім. Lothar Berger) (6 квітня — травень 1945);
- оберст Гергард Маттайсс (нім. Gerhard Matthaiss) (травень 1945).

## Нагороджені дивізії
Нагороджені Сертифікатом Пошани Головнокомандувача Сухопутних військ для військових формувань Вермахту за збитий літак противника
- 10 серпня 1942 — 6-та рота 172-го піхотного полку за дії 27 травня 1942 (197).

Нагороджені дивізії
|  | Кавалери Нагрудного знаку ближнього бою в золоті                                                           | 1                                                     |
|  | Кавалери Золотого Німецького Хреста                                                                        | 108                                                   |
|  | Кавалери Срібного Німецького Хреста                                                                        | 2                                                     |
|  | Кавалери Лицарського хреста Залізного хреста з Дубовим листям                                              | 1 (№ 552 оберстлейтенант Герман Зіггель — 16.08.1944) |
|  | Кавалери Лицарського хреста Залізного хреста                                                               | 13                                                    |
|  | Кавалери Почесної відзнаки Сухопутних військ «Почесна застібка на орденську стрічку для Сухопутних військ» | 8                                                     |

- Нагороджені Сертифікатом Пошани Головнокомандувача Сухопутних військ (3)